# 形態基準
形態基準是对某一时间点的产品属性的描述。形態管理是針對硬體、軟體、韌體、文件、測量等進行變更管理的過程。當初始狀態、和下一個狀態之間需要變更時，一系列變更的標示，變得很重要。對於一個形態項目修訂歷史的識別，是形態基準（Configuration Baseline）的核心目的。 一個專案可以包括一個或多個形態基準，

## 形態基準的功用（Capabilities）
標明核准狀態，可以涵蓋一個形態基準的大部分用途；而形態基準的建立，也可以僅只標示出在時間歷程中的工作進度，以這個例子而言，一個基準可視為一個有形的投資，經過持續的集體努力，而獲得的成果，例如：一個開發基準。形態基準也可以用來標示里程碑（Milestones）；雖然，有些里程碑也表示為核准。
形態基準被賦予的價值，不只擁有能識別出工作產品中值得注意的狀態的能力，也提供另一獨特的重點：資料回溯(恢復)（retrieve）的能力。一旦資料回溯，在那一小部分的工作產品的狀態，共用了變更歷史中相同的意涵，而該意涵也受到監視，此形態基準被視為嚴苛品質(善意、或非善意)，因此，基準識別、監控、和資料回溯都是成就形態管理的關鍵要素。然而，一個特定基準的放鬆管制，必須依照其利用來執行形態管理的系統而變更，該系統可以採用手動、自動、或混合的方法。一旦資料回溯，該基準可以比作為一個特定的形態，或另一個基準。
大部分的形態基準，都是建立於時間軸上的一個固定點[2]，並持續參照於該參考點 (狀態的識別)。然而，有些形態基準的建立，是為了彰顯項目本身的參考點，無視於針對該項目的任何變更。後者的形態基準，隨著工作的進度而發展，並持續針對該專案值得注意的工作產品進行識別。

### 基準化的形態項目（Baselining Configuration Items）
執行形態管理的過程中，可以針對有利害關係的當事者，將一特定狀態的形態項目 (或工作產品) 建立為基準。在這樣的概念裡，將一個工作產品建立為基準，可能需要針對該工作產品進行特定的變更，以確保能夠匹配其參考基準所關聯的特性。這類作法可以因為不同的背景而變化，不過，許多範例則有另一個含意，亦即工作產品從工作進行中的狀態，被重設為初始狀態。

## 形態基準管制（Baseline Control）
在許多不同的環境之中，形態基準受到管制之後，將因此導致該工作產品在那個基準的後續特定活動，遭到禁止、或者允許。這些活動被謹慎地挑選、與管制，並再次藉由形態管理系統來監控。因此，形態基準將依循慣例由形態管理稽核管制。稽核可以包括針對形態基準、牽涉於任何動作的個體識別、形態基準變更的評估、(重新)核准證明、狀態記述（accounting）、度量採集（metric collection）、另一基準的比較、或以上全部...等 所進行的特定活動的檢查。

## 可應用性（Applicability）
形態基準存在的價值，不只是版本控制系統而已。形態基準也出現在UML模型系統、商業規則管理系統、與其他系統之中。
除了硬體工程、與软體工程的領域之外，形態基準也會出現在醫學(例如：監控健康進展)、政治學(例如：統計數字)、與其他領域...等。